# Carlos Teppa
Carlos Teppa (* 4. Juni 1923 in Caracas) ist ein venezolanischer Cellist und Komponist. 

## Leben
Teppa studierte ab 1931 Musik am Instituto de Bellas Artes, später an der Escuela de Música José Miguel Lamas in Caracas. Während eines Aufenthaltes in New York setzte er seine Celloausbildung fort. 1948 gab er eine Reihe von Konzerten in Mexiko. 1952 studierte er Komposition bei Paul Hindemith in Zürich später war er an der Accademia Musicale Chigiana in Siena Celloschüler von Gaspar Cassadó und Georges Enesco. 1956 kehrte er nach Venezuela zurück und wurde Cellist beim Orquesta Sinfónica Venezuela.
Neben fünf Sinfonien, zwei sinfonischen Dichtungen und einem sinfonischen Ballett komponierte er drei Violin- und zwei Cellokonzerte, kammermusikalische Werke und Vokalmusik. 1969 erhielt er für die Suite fantasia infantil den Teresa-Carreño-Nationalpreis, 1985 für das Sexteto de invierno den Premio Municipal de Música.